# Giovanni Gastel

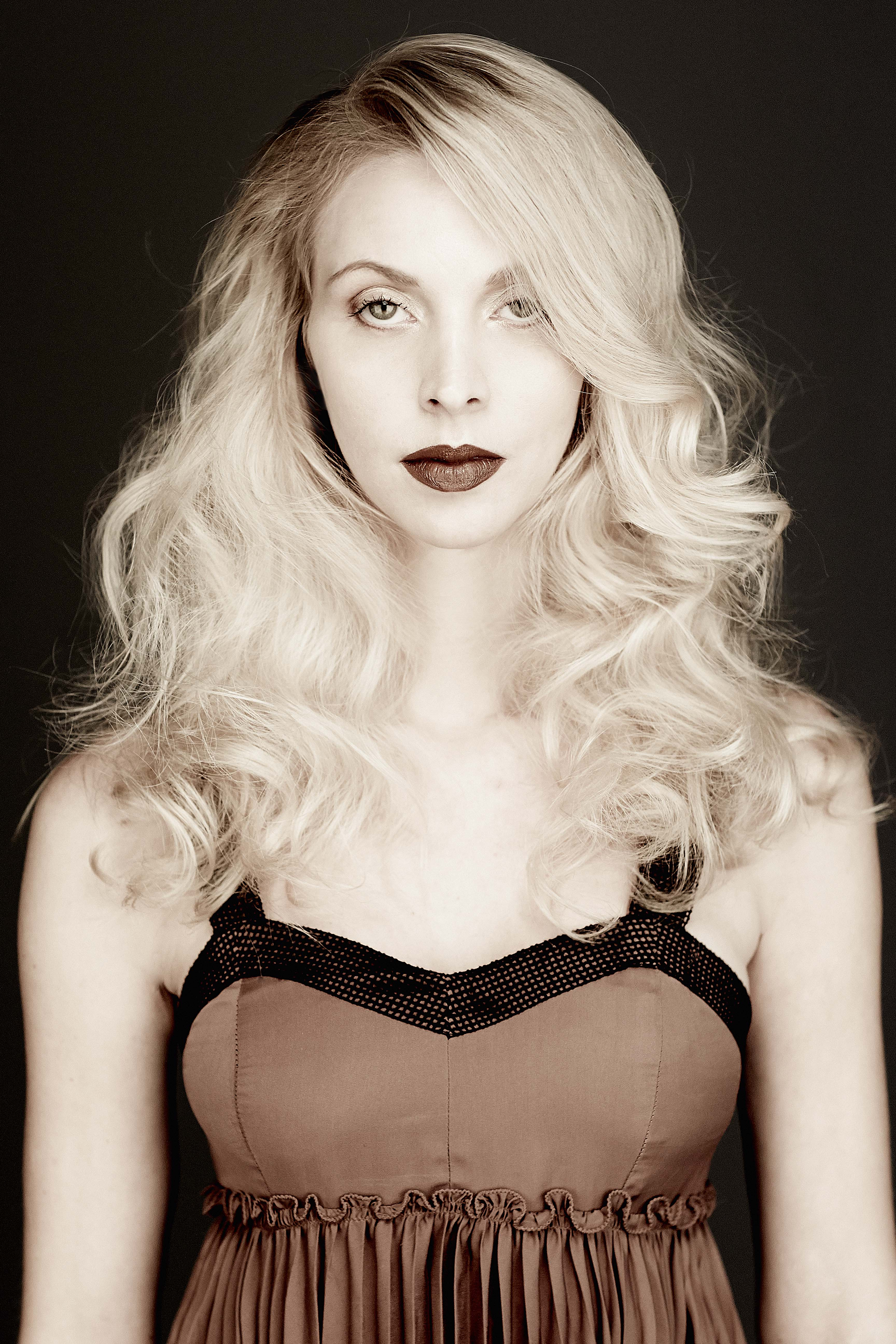
Giovanni Gastel: Simonetta Lein, 2013

Giovanni Gastel (27. prosince 1955 Milán – 13. března 2021 Milán) byl italský portrétní a módní fotograf.

## Život a dílo
Giovanni Gastel začal fotografovat začátkem 70. let.
V roce 1981 začal pracovat pro několik módních časopisů, včetně: Vogue, Elle a Vanity Fair, také spolupracoval se světově proslulými značkami jako Dior, Trussardi, Krizia, Tod's a Versace.
Během těchto let intenzivního profesionálního nasazení začal rozvíjet svůj osobní styl, charakterizovaný poetickou ironií. Jeho vášeň pro dějiny umění ho přivedla k tomu, aby do fotografií uvedl chuť vyvážené kompozice. Jeho tvorba odkazuje na Pop Art a fotografické dílo Irvinga Penna.
Od počátku 90. let byl Gastelův profesionální úspěch upevněn natolik, že jeho jméno se objevovalo ve specializovaných fotografických časopisech spolu s fotografy jako Oliviero Toscani, Gian Paolo Barbieri, Ferdinando Scianna nebo vedle Helmuta Newtona, Richarda Avendona, Annie Leibowitzové, Maria Testina nebo Juergena Tellera.
V roce 1997 měl první samostatnou výstavu na Milánském Trienniale pod vedením kurátora Germana Celanta.
Giovanni Gastel zemřel 13. března 2021 v Miláně na onemocnění covid-19, bylo mu 65 let.